# Colquhounia
Tribu
Genre
Colquhounia est un genre de plantes à fleurs dicotylédones de la famille des Lamiacées (sous-famille des Lamioideae). C'est le seul genre connu de la tribu des Colquhounieae.
L'espèce type est Colquhounia coccinea (en) Wall.

## Liste des espèces
- Colquhounia coccinea (en)
- Colquhounia compta
- Colquhounia elegans
- Colquhounia seguinii
- Colquhounia vestita

## Publication originale
- Wallich N., 1822. Transactions of the Linnean Society of London 13: 608.